# Jules Horowitz
Pour les articles homonymes, voir Horowitz.
Jules Horowitz, né le 3 octobre 1921 à Rzeszów en Pologne et mort le 3 août 1995 à Paris 7e,, est un physicien français.

## Biographie
Jules Horowitz est issu d'une famille juive polonaise. Probablement pour fuir l'antisémitisme existant en Pologne, pays de tradition catholique forte, ses parents croient pouvoir trouver refuge, pour eux et leurs enfants, dans l'Allemagne de la république de Weimar[réf. nécessaire]. Mais, quelques années plus tard pour échapper au régime national-socialiste, ils reprennent leur exode vers l'Ouest et s'installent à Metz ; ensuite, à nouveau pour éviter de vivre sous le régime de la France occupée par les nazis, ils quittent la Lorraine pour la zone libre.
En 1941, il réussit le concours d’entrée à l'École polytechnique, car, depuis juin 1940, celle-ci a quitté la rue Descartes (à Paris) pour s'installer à Lyon en zone libre ; incidemment, elle a en même temps perdu son statut militaire. Quand l’École rentre à Paris en avril 1943 à la suite de l’invasion de la zone libre par les Allemands en novembre 1942, il reste probablement[réf. nécessaire] en zone sud, comme ses camarades dénommés « bis » par l’administration, en l'occurrence ceux qui ont été naturalisés depuis moins de huit ans et ceux de confession israélite.
Grand contributeur de la physique nucléaire à travers ses activités au sein du Commissariat à l'énergie atomique (CEA), il participe en tant que directeur du département des piles atomiques à la fabrication de la pile Zoé. Il fait appel à son bon sens pour démontrer la supercherie dans l'affaire des avions renifleurs.
Il est, en 1975, le créateur et le premier directeur de « l'institut de recherche fondamentale » du CEA, renommée « direction des sciences de la matière », qui est aujourd'hui la « direction de la recherche fondamentale ». Instigateur de l'Institut Laue-Langevin au début des années 1960, il est également président du conseil d'administration de l'European Synchrotron Radiation Facility lors de sa constitution (1988 à 1993).
Il est présenté comme l'un des acteurs majeurs du programme nucléaire israélien,. Il est par ailleurs le beau-frère du physicien français Claude Bloch.

## Hommages
Un projet international de réacteur de recherche — destiné aux études sur les matériaux et les combustibles nucléaires des réacteurs des filières nucléaires actuelles (de 2e et 3e générations : REP et EPR) et futures (de 4e génération : RNR) — a été nommé en son honneur par le CEA : le réacteur Jules Horowitz (RJH). Il est en cours de construction dans le centre CEA de Cadarache dans le sud de la France.
Une rue porte son nom sur le polygone scientifique de Grenoble.
Une rue porte son nom, proche de CentraleSupélec à Gif-sur-Yvette.
Le campus principal de l'Université de Caen porte son nom.
Un auditoire de l'INSTN (Institut de formation du CEA) situé à Saclay porte son nom.

## Décorations
- Commandeur de la Légion d'honneur[9].
- Commandeur de l'ordre national du Mérite.
- Commandeur de l'ordre des Palmes académiques.